# Costur
Costur – gmina w Hiszpanii, w prowincji Castellón, we wspólnocie autonomicznej Walencja, o powierzchni 21,93 km². W 2011 roku liczyła 587 mieszkańców.